# Кёртис, Адам
Ке́вин А́дам Кёртис (англ. Kevin Adam Curtis; род. 26 мая 1955, Дартфорд, Англия) — британский режиссёр документального кино, сценарист, продюсер и журналист. На протяжении всей своей карьеры сотрудничает с Би-би-си. Неоднократный лауреат и номинант премий BAFTA.

## Биография
Адам Кёртис родился в 1955 году в городе Дартфорд, графство Кент, в семье кинематографиста Мартина Кёртиса. Обучался по стипендии в престижной частной школе Севенокс, затем получил степень бакалавра гуманитарных наук в оксфордском Мэнсфилд-колледже. В Оксфорде же начал преподавать политологию и одновременно работать над получением докторской степени, но в итоге разочаровался в академической деятельности и решил уйти из профессии.
В начале 1980-х годов Кёртис стал снимать документальное кино для компании Би-би-си, где в 2021 году официально занимал должность исполнительного продюсера на телеканале BBC Three. В своих фильмах он главным образом использует материал, найденный в обширном видеоархиве компании. Сам режиссёр описывает свою деятельность так: «Я никогда не считал себя документалистом. Я журналист».
Одними из наиболее известных работ Кёртиса являются мини-сериалы Столетие личности (2002), где рассматриваются теории Фрейда о бессознательном и то, как они повлияли на развитие PR и рекламы, и Власть кошмаров (2004), в котором американский неоконсерватизм сравнивается c радикальным исламизмом, а также фильмы Горькое озеро (2015) и Гипернормализация (2016). В 2022 году режиссёр выпустил документальный сериал о распаде СССР и постсоветской России.
В своих работах Кёртис обращается к проблемам кризиса современного общества, в частности, к эрозии демократии перед властью капитала, глобальных корпораций, банков, технократов и закулисных игроков. Среди прочего этой теме посвящена его коллаборация с группой Massive Attack в 2013 году — «Всё идет по плану (Massive Attack v Adam Curtis)». Название отсылает к творчеству группы «Гражданская оборона», которое он использует в своих фильмах.

## Фильмография
| Год  |     | Русское название                         | Оригинальное название                                                                       | Роль                                                |
| ---- | --- | ---------------------------------------- | ------------------------------------------------------------------------------------------- | --------------------------------------------------- |
| 1989 | ф   | —                                        | Inside Story: The Road to Terror                                                            | режиссёр, продюсер                                  |
| 1992 | мтф | Ящик Пандоры                             | Pandora's Box: A Fable From the Age of Science                                              | режиссёр, сценарист, рассказчик                     |
| 1996 | ф   | —                                        | Inside Story Special: £830,000,000 – Nick Leeson and the Fall of the House of Barings       | режиссёр, продюсер                                  |
| 1999 | мтф | The Mayfair Set                          | The Mayfair Set: Four Stories about the Rise of Business and the Decline of Political Power | режиссёр, сценарист, продюсер                       |
| 2002 | мтф | Столетие личности / Век эгоизма          | The Century of the Self                                                                     | режиссёр, сценарист, продюсер, рассказчик           |
| 2004 | мтф | Власть кошмаров                          | The Power of Nightmares: The Rise of the Politics of Fear                                   | режиссёр, сценарист, продюсер, рассказчик           |
| 2007 | мтф | Западня: Что сталось с мечтой о свободе? | The Trap: What Happened to Our Dream of Freedom                                             | режиссёр, сценарист, рассказчик                     |
| 2009 | ф   | Это было словно поцелуй                  | It Felt Like a Kiss                                                                         | режиссёр, сценарист, монтажёр                       |
| 2011 | мтф | За всем следят машины благодати и любви  | All Watched Over by Machines of Loving Grace                                                | режиссёр, сценарист, играет самого себя             |
| 2015 | ф   | Горькое озеро                            | Bitter Lake                                                                                 | режиссёр, сценарист, монтажёр                       |
| 2016 | ф   | Гипернормализация                        | HyperNormalisation                                                                          | режиссёр, сценарист, продюсер, монтажёр, рассказчик |
| 2021 | мтф | Не могу выкинуть тебя из головы          | Can't Get You Out of My Head                                                                | режиссёр, сценарист                                 |
| 2022 | мтф | Россия 1985–1999: TraumaZone             | Russia 1985–1999: TraumaZone                                                                | режиссёр, сценарист                                 |